# 池田治恕
池田 治恕（いけだ はるゆき）は、江戸時代中期の因幡国鳥取藩の世嗣。官位は従四位下・侍従、右衛門督。

## 略歴
5代藩主・池田重寛の長男として誕生。幼名は安次郎、鶴五郎。
安永7年（1778年）徳川家治に拝謁し叙任するも、家督を相続することなく天明元年（1781年）に死去した。享年17。法名は孝得院殿本然自性大居士。
代わって弟・治道が嫡子となった。